# Liste der schiffbaren Flüsse und Kanäle in Frankreich
- Aa
- Adour
- Aff
- Aisne
- Aulne
- Autise
- Baïse
- Blavet

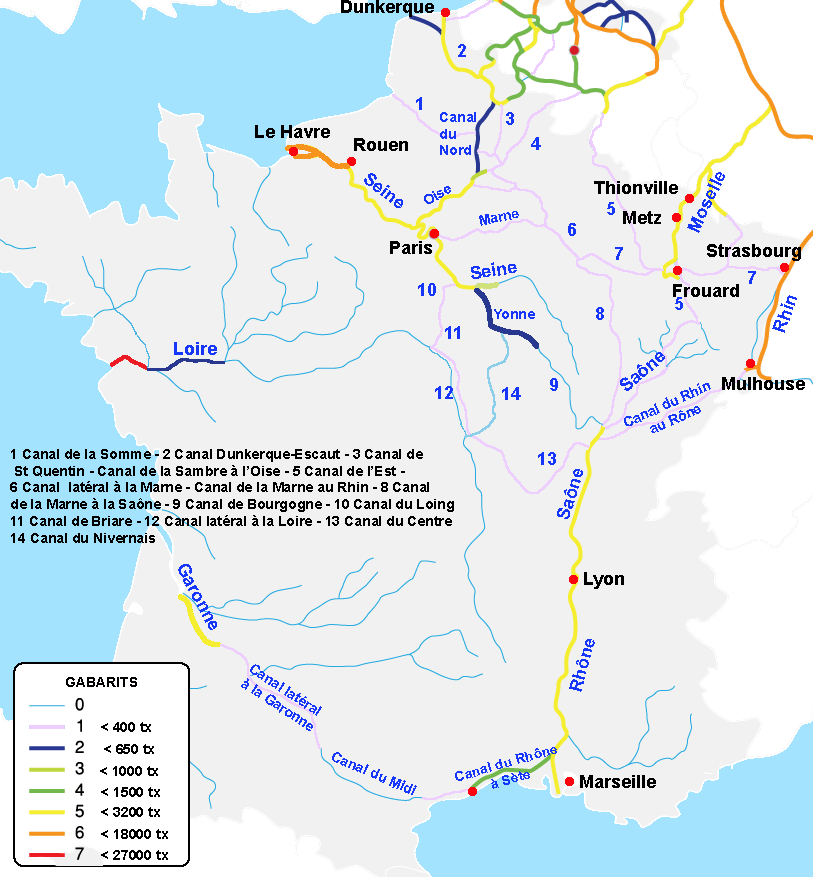
Schematische Darstellung französischer Flüsse und Kanäle

- Canal d’Accolay (auch: Embranchement de Vermenton)
- Canal d’Aire
- Canal d’Arles à Fos
- Canal d’Ille-et-Rance
- Canal de Bergues
- Canal de Bourbourg
- Canal de Bourgogne (Burgund-Kanal)
- Canal de Briare
- Canal de Brouage
- Canal de Calais
- Canal de Caen à la Mer
- Canal de Caronte
- Canal de Donzère-Mondragon
- Canal de Fos à Port-de-Bouc
- Canal de Furnes
- Canal de Jonction
- Canal de l’Aisne à la Marne (Aisne-Marne-Kanal)
- Canal de l’Est
- Canal de l’Oise à l’Aisne (Oise-Aisne-Kanal)
- Canal de la Charente à la Seudre
- Canal de la Haute Colme
- Canal de la Haute-Saône (Haute-Saône-Kanal)
- Canal de la Marne à la Saône (Marne-Saône-Kanal)
- Canal de la Marne au Rhin (Rhein-Marne-Kanal)
- Canal de Marseille au Rhône
- Canal de la Meuse (Maas-Kanal)
- Canal de la Robine
- Canal de la Sambre à l’Oise (Sambre-Oise-Kanal)
- Canal de la Somme
- Canal de la Vieille Autise
- Canal de Lens
- Canal de Marans à La Rochelle
- Canal de Montech
- Canal de Nantes à Brest
- Canal de Neuffossé
- Canal de Pont-de-Vaux
- Canal de Roanne à Digoin
- Canal de Roubaix
- Canal de Saint-Gilles
- Canal de Saint-Quentin
- Canal de Vire et Taute
- Canal des Ardennes (Ardennen-Kanal)
- Canal des Houillères de la Sarre (Saar-Kanal, auch: Saar-Kohlen-Kanal)
- Canal des Vosges (Vogesen-Kanal)
- Canal du Centre
- Canal du Clignon
- Canal du Havre à Tancarville
- Canal du Loing
- Canal du Midi
- Canal du Mignon
- Canal du Nivernais
- Canal du Nord
- Canal du Rhône à Fos (Rhône-Fos-Kanal)
- Canal du Rhône à Sète (Rhône-Sète-Kanal)
- Canal du Rhône au Rhin (Rhein-Rhône-Kanal)
- Canal entre Champagne et Bourgogne
- Canal latéral à l’Aisne (Aisne-Seitenkanal)
- Canal latéral à l’Oise (Oise-Seitenkanal)
- Canal latéral à la Garonne (Garonne-Seitenkanal)
- Canal latéral à la Loire (Loire-Seitenkanal)
- Canal latéral à la Marne (Marne-Seitenkanal)
- Canal maritime de Marans à la mer
- Canal Saint-Louis
- Canaux d’Hazebrouck
- Canaux de la Ville de Paris (Kanäle von Paris)
  - Canal Saint-Denis
  - Canal Saint-Martin
  - Canal de l’Ourcq
- Charente
- Deûle
- Dordogne
- Doubs
- Erdre
- Étang de Thau
- Garonne
- Gironde
- Großschifffahrtsweg Dünkirchen-Schelde (Liaison à grand gabarit Dunkerque-Escaut)
- Grand Canal d’Alsace (Rhein-Seitenkanal)
- Hérault
- Isac
- Isle
- Jeune Autise
- Lys (Leie)
- Lez
- Loire
- Lot
- Meuse (Maas)
- Maine
- Marne
- Marque
- Mayenne
- Mignon
- Moselle (Mosel)
- Oise
- Oudon
- Oust
- Petit Rhône (Kleine Rhône)
- Rance
- Rhin (Rhein)
- Rhône
- Sarre (Saar)
- Sambre
- Saône
- Sarthe
- Scarpe
- Schelde (Escaut)
- Seille (Saône)
- Seine
- Sèvre Nantaise
- Sèvre Niortaise
- Vilaine
- Yonne